# إميل دايسن
إميل دايسن هو اقتصادي نرويجي، ولد في 14 أبريل 1880، وتوفي في 24 يونيو 1942.